# گاتشیلا
گاتشیلا یک شهر در بخش فرعی قاتشیلا در بخش سینگبهوم شرقی در ایالت جارکند هند است.

## تاریخ
طبق افسانه‌ها، خاندان سلطنتی پادشاهی دهلبوم در اصل اعضای نژاد بدوی بومیج بودند که توسط سایر روسای بومیج به عنوان حاکم فئودال خود انتخاب شدند. زمیندارها بعداً هندوئیز شدند و عنوان «دال» یا «دابال دیو» را به خود گرفتند. این خانواده‌ها نوعی حالت نیمه سلطنتی داشتند.
مساحت پادشاهی دهلبوم تقریباً ۱٬۲۰۰-مایل-مربع (۳٬۱۰۰-کیلومتر-مربع) بود. . راجا جاگانات رانکینی ماندیر را در گالودیه ساخت. اما به دلیل مشکلی، معبد کالی را به همراه تمام همکاران و افراد دیگر به گاتسیلا منتقل کرد و معبد الهه کالی را در کنار پاسگاه پلیس گاتشیلا ساخت که به نام رانکینی ماتا معروف است.